# Hartmut Bosch
Hartmut Bosch (* 1941 in Höxter) ist ein deutscher ehemaliger Ministerialbeamter und Staatssekretär im Innenministerium von Mecklenburg-Vorpommern.

## Biografie
Hartmut Bosch absolvierte von 1963 bis 1969 ein Studium der Rechtswissenschaften an den Universitäten Bonn und Köln. Nach dem zweiten Staatsexamen 1972 trat er in den Staatsdienst in Nordrhein-Westfalen ein. Zunächst war er im Regierungspräsidium Köln tätig, dann von 1983 bis 1985 als dortiger stellvertretender Polizeipräsident. Anschließend wechselte er ins nordrhein-westfälische Innenministerium. Nach der Deutschen Wiedervereinigung unterstützte er bis 1998 im Innenministerium Brandenburgs die Neugestaltung der dortigen Polizei. Danach amtierte er von 1998 bis zu seinem Ruhestand 2006 als Staatssekretär im Innenministerium von Mecklenburg-Vorpommern.